# مسجد تبریزیان
مسجد تبریزیان مربوط به دوره قاجار است و در یزد، خیابان قیام، کوی گلچینان، روبروی خانه مودت واقع شده و این اثر در تاریخ ۱۰ خرداد ۱۳۸۲ با شمارهٔ ثبت ۹۱۱۱ به‌عنوان یکی از آثار ملی ایران به ثبت رسیده است.